# 431
| 431                |
| ------------------ |
| Dødsfald - Fødsler |
|                    |

| Gregoriansk kalender | 431 CDXXXI              |
| Ab urbe condita      | 1184                    |
| Armensk kalender     | I/T                     |
| Kinesiske kalender   | 3127 – 3128 庚午 – 辛未 |
| Etiopisk kalender    | 423 – 424               |
| Jødisk kalender      | 4191 – 4192             |
| Hindukalendere       |                         |
| - Vikram Samvat      | 486 – 487               |
| - Shaka Samvat       | 353 – 354               |
| - Kali Yuga          | 3532 – 3533             |
| Iransk kalender      | 191 BP – 190 BP         |
| Islamisk kalender    | 197 BH – 196 BH         |

Se også 431 (tal)

## Begivenheder
- 22. juni til 31. juli – koncilet i Efesos afholdes, indkaldt af den østromerske kejser Theodosius 2.. Hovedtemaet nestorianisme; stridigheder om Jesu dobbelte natur og om Jomfru Marias guddommelighed bilægges. Pelagianisme anses som kætteri, Nestorius afsættes som patriark af Konstantinopel, den nikænske trosbekendelse bekræftes og et skisma med Østens Assyriske Kirke skabes.

## Dødsfald
- 22. juni – Paulinus af Nola, biskop, skriver og helgen, tilskrives traditionelt brugen af kirkeklokker (født ca. 354).

| År | Spire Denne artikel om et år, årti, århundrede eller årtusinde er en spire som bør udbygges. Du er velkommen til at hjælpe Wikipedia ved at udvide den. |